# Məhəmmədrəsul Məcidov
Məhəmmədrəsul Yusub oğlu Məcidov (in russo Магомедрасул Юсуб оглы Меджидов?; Daghestan, 27 settembre 1986) è un pugile azero, già rappresentante la Russia, e vincitore della medaglia d'oro nella categoria dei pesi supermassimi ai mondiali di pugilato dilettanti del 2011 e del 2013.

## Carriera pugilistica
Ha iniziato ad allenarsi all'età di 19 anni.
Il suo primo allenatore è stato il cugino Magomed Abdusalamov, due volte campione di Russia nella categoria pesi supermassimi.
Ha cominciato l'attività pugilistica in rappresentanza della Russia, nel 2011 ha ricevuto la cittadinanza azera per la quale tuttora gareggia. A partire dal 2009 è allenato da Gamzat Agaev.
Si è messo in evidenza in ambito internazionale nel corso delle World Series 2011 con i Baku Fires, dove ha conquistato la medaglia d'argento battuto in finale da Clemente Russo.
Medžidov ha partecipato ad una edizione dei giochi olimpici (Londra 2012) e ad una dei campionati del mondo (Baku 2011), al termine della quale è stato nominato miglior pugile dell'anno.
Nel 2013 ha vinto i campionati europei e si è confermato campione del mondo ad Almaty.

### Principali incontri disputati
Statistiche aggiornate al 28 agosto 2012.
| Evento    | Edizione    | Categoria             | Trentaduesimi | Sedicesimi                           | Ottavi                               | Quarti                           | Semifinale                           | Finale                                | Pos. | Note  |
| --------- | ----------- | --------------------- | ------------- | ------------------------------------ | ------------------------------------ | -------------------------------- | ------------------------------------ | ------------------------------------- | ---- | ----- |
| Mondiali  | Baku 2011   | Supermassimi (+91 kg) | Bye           | Sardor Abdullaev ( Uzbekistan) V RSC | Isaias Mena ( Colombia) V RSCI       | Erislandy Savón ( Cuba) V RSCH   | Ivan Dyčko ( Kazakistan) V 16-9      | Anthony Joshua ( Inghilterra) V 22-21 |      | [ 4 ] |
| Olimpiadi | Londra 2012 | Supermassimi (+91 kg) | N.D.          | N.D.                                 | Meji Mwamba ( Rep. Dem. Congo) V RSC | Magomed Omarov ( Russia) V 17-14 | Roberto Cammarelle ( Italia) P 12-13 | non qualificato                       |      | [ 5 ] |
| Europei   | Minsk 2013  | Supermassimi (+91 kg) | N.D.          | N.D.                                 | Bye                                  | Mihai Nistor ( Romania) V DSQ    | Viktar Zueŭ ( Bielorussia) V WO      | Sergej Kuzmin ( Russia) V 3-0         |      | [ 6 ] |
| Mondiali  | Almaty 2013 | Supermassimi (+91 kg) | N.D.          | Bye                                  | Lenroy Thompson ( Stati Uniti) V 3-0 | Magomed Omarov ( Russia) V 3-0   | Roberto Cammarelle ( Italia) V 3-0   | Ivan Dyčko ( Kazakistan) V 3-0        |      | [ 7 ] |